# Elba
Elba (latinsko Ilva) je italijanski otok v Sredozemskem morju.

## Geografija
Elba je od toskanskega obalnega mesta Grosseto (42° 44′ N 10° 22′ E) oddaljena 20 km. S površino 223 km² je tretji največji otok v Italiji. Elba je gorat otok, njegov najvišji vrh Monte Campanne doseže 1019 mnm, z zelo razčlenjeno obalo, številnimi zalivi in prijetnim podnebjem.

## Prebivalstvo
Na otoku živi okoli 32.000 prebivalcev. (31.572 popis leta 2009)

## Gospodarstvo
Poleg turizma se prebivalci otoka ukvarjajo še z ribolovom, vinogradništvom - (sloveče vino Aleatico), pridelavo oljčnega olja in sadja. Na otoku so tudi najdišča železove, svinčeve in žveplove rude, ki pa so večinoma izčrpana, otok slovi tudi po svojih mineralih.

## Zgodovina
Za Rimljani so se otoka v 7. stoletju polastili Langobardi. V srednjem veku od leta 926 do 1399 je otok pripadal pomorski republiki Pisi. Kasneje so bili lastniki otoka še Firence, Španija od 1596 do 1709, Neapelj, Francija od 1802 do 1814, Velika vojvodina Toskana, od 1860 dalje pa spada pod Italijo. Od 3. maja 1814 do 26. februarja 1815 je bila Elba po sklepu dunajskega kongresa Napoleonova kneževina.

## Upravna delitev
Otok je razdeljen na osem občin:
- Portoferraio (glavna)
- Campo nell'Elba
- Capoliveri
- Marciana
- Marciana Marina
- Porto Azzurro
- Rio Marina
- Rio nell'Elba